# Tuân Lịch
Tuân Lịch (chữ Hán: 荀跞, bính âm: Xún Lì), tức Trí Văn tử (智文子) là vị tông chủ thứ tư của họ Trí, một trong lục khanh nước Tấn thời Xuân Thu trong lịch sử Trung Quốc. Ông từng đảm nhận chức vị Chính khanh nước Tấn từ năm 501 TCN đến 493 TCN.
Tuân Lịch là con của Tuân Doanh, vị tông chủ thứ ba của họ Trí.

## Sự nghiệp
Năm 533 TCN, cha của Tuân Lịch là Tuân Doanh mất, do Tuân Lịch lúc đó còn nhỏ nên Tấn Bình công bãi bỏ chức khanh của họ Trí. Tuân Lịch được thúc phụ của ông là Tuân Ngô (Trung Hàng Ngô) dung dưỡng. Sau khi Tuân Lịch trưởng thành, Tuân Ngô tiến cử ông lên làm Hạ quân tá.
Năm 516 TCN, nhà Chu xảy ra loạn Tử Triều Tuân Lịch cùng Triệu Ưởng hội chư hầu đem quân cứu Chu Kính vương, đánh bại Tử Triều, Tử Triều chạy sang nước Sở.
Năm 501 TCN, Trung quân tướng nước Tấn là Sĩ Ưởng qua đời, Tuân Lịch được lên nối chức Trung quân tướng (tức Chính khanh nước Tấn]]).
Năm 497 TCN, Triệu Ưởng giết người em họ là Triệu Ngọ. Triệu Ngọ là cháu gọi Tuân Dần (Trung Hàng Dần) bằng cậu; nhà Tuân Dần lại thông gia với Phạm (Sĩ) Cát Xạ. Vì vậy Tuân Dần và Sĩ Cát Xạ ủng hộ Triệu Ngữ, bèn cùng nhau đánh Triệu Ưởng. Triệu Ưởng chạy về cố thủ ở đất Tấn Dương.
Theo luật nước Tấn, người làm loạn đầu tiên phải bị tử hình, do đó họ Phạm và họ Trung Hàng được Tấn Định công ủng hộ, mang quân vây Tấn Dương. Tuy nhiên Tuân Lịch cùng các đại phu là Ngụy Xỉ và Hàn Bất Tín đem quân giúp Triệu. Tấn Định công lại ngả theo phe bốn họ. Tuân Dần và Sĩ Cát Xạ thua trận phải bỏ chạy về thành Triều Ca. Nhờ Hàn Bất Tín và Ngụy Xỉ xin hộ, Định công bằng lòng tha tội Triệu Ưởng.
Năm 493 TCN, bốn họ Ngụy, Hàn, Trí, Triệu hạ được thành Triều Ca, tiêu diệt họ Phạm và Trung Hàng. Tuân Lịch tiến cử Sĩ Cao thay cho Phạm thị, sủng thần Lương Anh thay thế Trung Hàng thị, nhưng bị Triệu Ưởng cự tuyệt. Từ đó nước Tấn chỉ còn bốn họ đại phu, sử gọi là Tứ khanh.
Cùng năm đó, Tuân Lịch qua đời, con ông là Tuân Thân lên thế tập.